# El tren de la llibertat
El tren de la llibertat és un moviment en defensa dels drets sexuals i reproductius de les dones i contra la reforma de la Llei de l'avortament a Espanya que va culminar l'1 de febrer de 2014 amb una multitudinària manifestació a Madrid demanant la retirada de l'avantprojecte de llei de l'avortament presentat pel Ministre de Justícia Alberto Ruíz Gallardón i reclamant la seva dimissió, a més de defensar la llei de l'avortament vigent del 2010. La protesta va ser una iniciativa que va sorgir a Astúries de la Tertulia Feminista Las Comadres i l'organització Mujeres por la Igualdad de Barredos, s'hi van sumar nombroses organitzacions de dones, organitzacions feministes i entitats implicades en la lluita pels drets sexuals i reproductius de tot Espanya llogant trens i autobusos per participar en l'acte central de la convocatòria de Madrid, també va ser recolzada per partits de l'oposició i sindicats. La manifestació va començar al Passeig del Prado i va recórrer el camí cap al Congrés de Diputats on un grup de representants feministes va lliurar el manifest "Perquè jo decideixo" escrit per la doctora en filosofia Alicia Miyares amb les reivindicacions de la mobilització al registre del Congrés a nom del president de Govern, al del Congrés, a la ministra de Sanitat, Ana Mato, i al ministre de Justícia, Alberto Ruiz Gallardón.
En la mobilització del Tren de la Llibertat van participar-hi desenes de milers de persones i s'ha considerat com la major manifestació feminista de la història d'Espanya (fins a 2015).
També es van convocar manifestacions de suport en diverses capitals europees (Edimburg, Roma, París, Luxemburg) i llatinoamericanes (Buenos Aires).
El desenvolupament de la protesta va ser recollit en el documental, Yo decido. El Tren de la Libertad en el qual van participar més de 80 cineastes i professionals del món audiovisual, entre elles Gracia Querejeta, Ángeles González-Sinde, Mabel Lozano, Icíar Bollaín, Isabel Coixet, Georgina Cisquella o Virginia Yagüe.

## Antecedents
L'any 2010 el govern socialista encapçalat per José Luis Rodríguez Zapatero va realitzar una reforma de la llei de l'avortament aprovada pel Congrés de Diputats el 19 de desembre de 2009, que va despenalitzar la interrupció voluntària de l'embaràs durant les primeres 14 setmanes. La llei va entrar en vigor el 5 de juliol de 2010 i va substituir la Llei Orgànica 9/1985. El Partit Popular va presentar el juny de 2010 un recurs davant el Tribunal Constitucional i al seu programa electoral de 2011 va incloure la modificació de la nova llei.
Després de dos anys de polèmica i ajornaments, el 20 de desembre de 2013 el govern del Partit Popular encapçalat per Mariano Rajoy va aprovar una nova llei considerada per especialistes sanitaris i jurídics la més restrictiva de la democràcia, a la qual va denominar Llei de Protecció de la Vida del Concebut i dels Drets de la Dona Embarassada. Seguint el tràmit legal, per entrar en vigor l'avantprojecte havia de ser sotmès a diversos informes i a debat parlamentari. El nou projecte conegut com a "Llei Gallardón" va tenir el rebuig frontal del PSOE, IU, UPyD, ERC i PNB, així com el d'organitzacions feministes que no van desistir en la seva reivindicació en contra de la modificació de la llei.
La manifestació del Tren de la Llibertat es va gestar durant un dinar entre activistes feministes i amigues, el 26 de desembre de 2013 a Gijón membres de la Tertúlia Feminista Les Comadres i de l'organització Mujeres por la Igualdad de Barredos. La idea inicial va ser, va explicar Begoña Piñero, presidenta de Las Comadres, fer una marxa a peu des d'Astúries a Madrid seguint l'exemple dels miners. Finalment es va optar per la idea del tren i anomenar-lo "El tren de la Llibertat". Durant els següents dies van adquirir 150 bitllets de tren amb destinació Madrid, el màxim que permetia Renfe, places que es van cobrir als pocs dies de la convocatòria i van traslladar la proposta a les xarxes feministes d'Espanya que van secundar la iniciativa.

## "Perquè jo decideixo"
La filòsofa feminista Alicia Miyares membre de la Tertulia Feminista Las Comadres va ser l'autora del text "Perquè jo decideixo" que l'1 de febrer de 2014 es va lliurar en el registre del Congrés de Diputats dirigit al president del Govern, Mariano Rajoy, i als ministres de Justícia i Sanitat, Alberto Ruiz Gallardón i Ana Mato.
El text diu:
«Des de l'autonomia moral, no accepto imposició o prohibició alguna en el que concerneix als meus drets sexuals i reproductius» «Em nego a ser sotmesa a tractes degradants, ingerències arbitràries i tuteles coactives en la meva decisió de ser o no ser mare». Invoca la «llibertat de consciència» i considera «cínics» els qui «apel·len la llibertat per restringir-la» i «malèvols» els qui «volen imposar a tots els seus principis de vida basant-se en inspiracions divines». «Em nego a acceptar una maternitat forçada i un règim de tutela que condemna les dones a la minoria d'edat sexual i reproductiva». «Sóc demòcrata i accepto les regles de joc que partionen drets de pecats i llei de religió. Cap majoria política, per molt absoluta que sigui, està legitimada per convertir els drets en delictes». La reflexió aposta per lleis que «afavoreixin l'autonomia moral i garanteixin la pluralitat i diversitat d'interessos». I, en aquesta idea, exigeix «que es mantingui l'actual llei», en referència a la llei de 2010.

## Desenvolupament de la manifestació

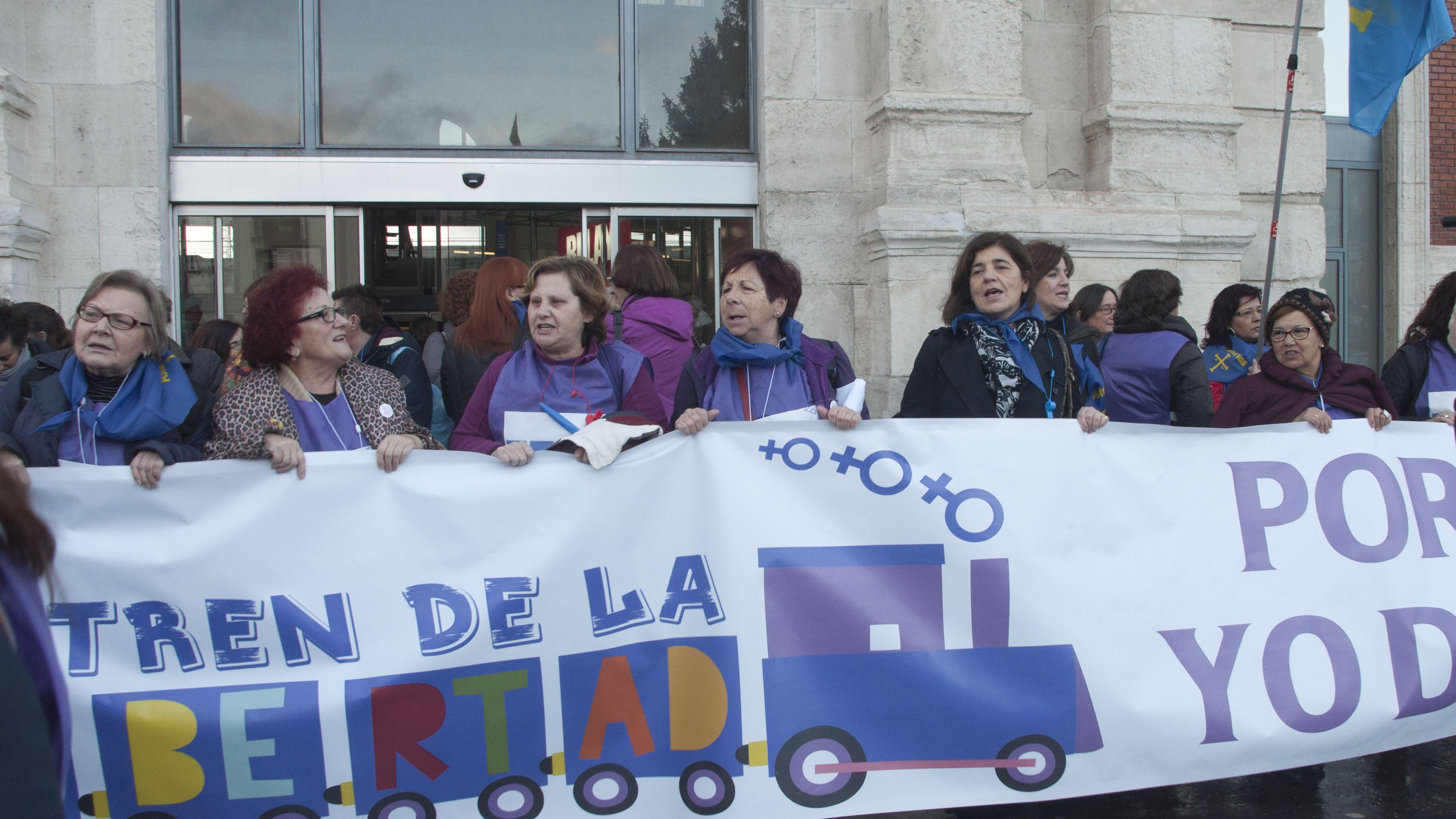
Valladolid rep al tren de la llibertat fent d'estació de pas i parada en el seu camí cap a Madrid

Al tren inicial d'Astúries a Madrid, s'hi van sumar vagons des de molts llocs d'Espanya. A primera hora del matí de l'1 de febrer van arribar combois des d'Astúries, Andalusia, Canàries, Catalunya, Comunitat Valenciana, Castella-la Manxa, Extremadura, Galícia, Murcia i País Basc, a la qual s'hi va sumar una delegació francesa amb activistes d'una desena d'organitzacions gal·les.
Al final de la manifestació una delegació de 10 dones va registrar al Congrés de Diputats, el document "Perquè jo decideixo".

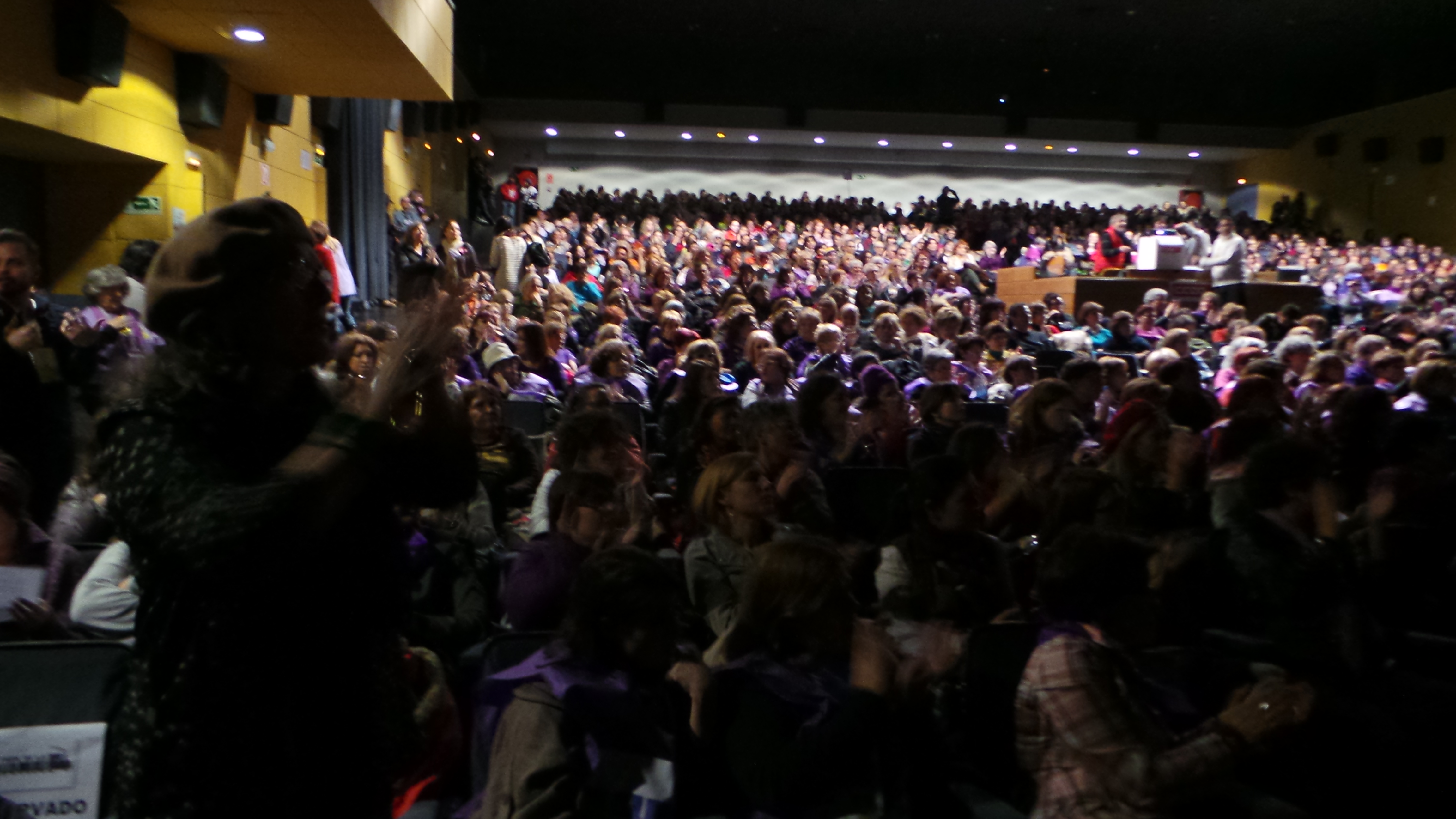
Assemblea de "El tren de la Llibertat". Auditori Marcelino Camacho de Madrid

A la tarda es va organitzar a l'Auditori Marcelino Camacho de Madrid l'assemblea del Tren de la Llibertat en la qual van intervenir representants de les diferents delegacions que van viatjar a Madrid.

### En altres capitals
La convocatòria va tenir ressò en diferents capitals europees, on també es vanfer manifestacions: París, Roma, Londres, Luxemburg, Edimburg. Van destacar les mobilitzacions a França on es van celebrar manifestacions en una vintena de ciutats entre elles Bordeus, Marsella, Nantes, Estrasburg o Tolosa de Llenguadoc convocades per més de 80 associacions feministes, partits polítics i sindicats. En el manifest de la convocatòria de París, en la qual va estar present la llavors candidata a l'alcaldia Anne Hidalgo. Es va denunciar "l'atac del Govern espanyol" contra els drets de les dones, "el rebuig a acceptar el dret de les dones a disposar sobre el seu cos, la insistència a considerar a les seves ciutadanes incapaces de decidir per elles mateixes". També va tenir ressò a Amèrica Llatina, especialment a l'Argentina on es va secundar la protesta a Buenos Aires.

## Conseqüències

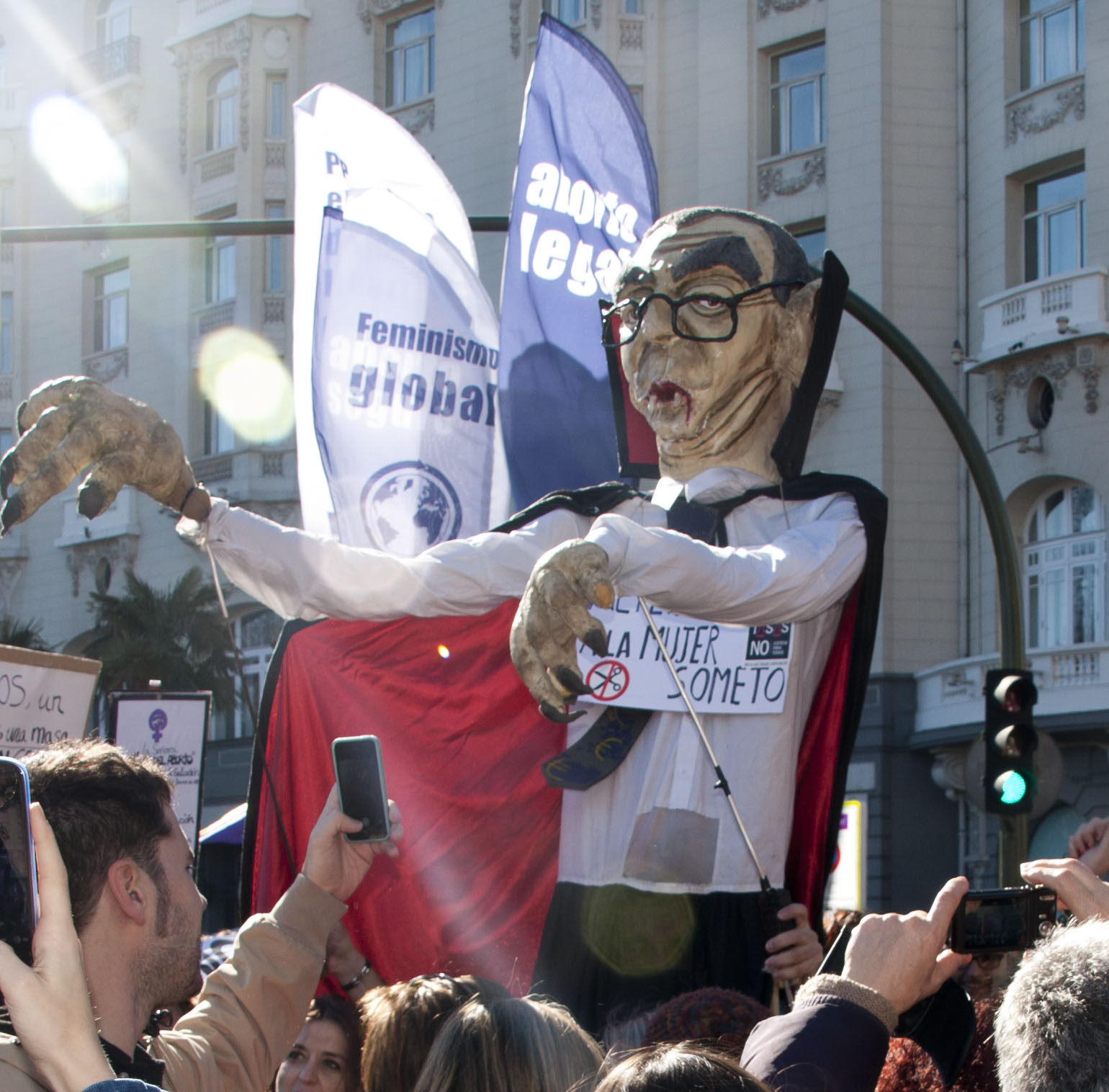
El ministre Gallardón va ser blanc de crítiques. Les seves pretensions li van costar el càrrec

El 23 de setembre de 2014, el president del Govern, Mariano Rajoy, va confirmar la retirada de l'avantprojecte de Llei Orgànica de Protecció del Concebut i els Drets de l'Embarassada, redactat pel Ministeri de Justícia, per no haver trobat el consens suficient per tirar-lo endavant.
Amb prou feines quatre hores després de l'anunci del president, el ministre de Justícia, Alberto Ruiz-Gallardón, va anunciar la seva dimissió com a ministre en una roda de premsa. També va renunciar al seu escó de diputat i als càrrecs de direcció en el Partit Popular.
El 9 de setembre de 2015 el ple del Senat va aprovar una reforma de la llei de l'avortament sol a l'apartat referit a les menors de 16 i 17 anys per impedir que puguin interrompre el seu embaràs sense el consentiment patern o dels seus tutors.
En les eleccions legislatives de 2015 el Partit Popular va decidir no incloure al seu programa electoral la reforma de la Llei de l'avortament a causa, segons fonts del propi PP recollides per mitjans de comunicació, de les discrepàncies internes i possibles pèrdues de vot que els va generar durant la legislatura.
Un parc de la localitat asturiana de Barredos, una de les localitats en les quals es va originar la manifestació, ha rebut el nom de Tren de la Llibertat. La iniciativa de nomenar així al parc va ser reconeguda pel Ple extraordinari del seu ajuntament, tirant endavant amb els vots de PSOE i IU i l'abstenció de Fòrum. El PP va votar en contra.
Des de gener de 2016 també Gijón té un parc denominat "Jardins del Tren de la Llibertat". La decisió va ser aprovada pel Ple Municipal de l'Ajuntament el 13 de gener com a nova denominació de l'espai alliberat a la barrera ferroviària conegut popularment com "el solarón".

## Reaccions

### Reaccions des dels partits polítics
Com a resposta a la manifestació, el ministre de Justícia, Alberto Ruiz-Gallardón, va confirmar a Valladolid, hores després de la manifestació de Madrid, la seva intenció de portar fins al final la reforma de la llei contra la qual protestava la manifestació:
| « | Teniu el meu compromís personal que no hi haurà ni un crit ni un insult que faci que aquest ministre abdiqui del compromís de complir el programa de regular els drets de les dones i del concebut. | » |

El líder del PSOE, Pedro Sánchez, per la seva banda va agrair als col·lectius de dones, els professionals i les dones socialistes la seva mobilització contra la llei. La diputada del PSOE en la Junta General del Principat d'Astúries Adriana Llastra va qualificar la iniciativa com la primera marea violeta d'Espanya, comparant-la amb la marea blanca que va parar la privatització de la sanitat madrilenya.

### Reaccions des de l'església catòlica
Juan Antonio Reig Plà, bisbe d'Alcalá de Henares va comparà la manifestació del Tren de la Llibertat amb els trens de Auschwitz, en els quals es calcula que es van assassinar més d'un milió de persones. Les declaracions es van difondre través del web del bisbat.
| « | Aquest tren, com els trens d'Auschwitz que conduïen a un camp de mort, s'hauria de dir, no el Tren de la Llibertat sinó, el tren de la mort, de l'Holocaust més infame: la mort directa i deliberada de nens innocents no-nascuts. | » |

L'octubre de 2014, la representació legal del Tren de la llibertat va anunciar la presentació d'una querella criminal per injúries contra el bisbat per aquestes declaracions. La querella estava secundada per plataformes ciutadanes i finançada per una campanya de crowdfunding.

## Documental
La mobilització del 31 de gener i 1 de febrer de 2014 va quedar recollida en el documental Yo decido. El tren de la libertad (42 min) estrenat el 10 de juliol de 2014 de manera simultània en quasi 90 ciutats espanyoles.
Es va recollir 200 hores de gravacions per un equip de dos centenars de dones cineastes al qual es va sumar el material aportat per persones que amb anterioritat a la data havien dut a terme accions al carrer per protestar per la reforma. També van haver-hi unitats de rodatge a París (Laura del Sol), Amsterdam, Roma, Buenos Aires o Edimburg.
La iniciativa va arrencar per part de la crítica de cinema i sociòloga Pilar Aguilar que va proposar a la directora Chus Gutiérrez donar suport des del món cinematogràfic la protesta. El projecte culminà amb la mobilització de dos centenars de dones cineastes que van rodar, van escriure el guió i van muntar el documental.
Entre les cineastes que han col·laborat en el projecte, agrupades sota el nom de Colectivo de Mujeres Cineastas Contra la Reforma de la Ley del Aborto,hi ha Gracia Querejeta, Ángeles González-Sinde, Icíar Bollaín, Isabel Coixet, Goeorgina Cisquella Teresa Font, Elisa Coll, Amparo Fortuny, Esther García, Alba Sotorra, Carla Subirana i Virginia Yagüe, amb el suport de l'Asociación de mujeres cineastas y de medios audiovisuales (CIMA).
El documental va ser finançat a través de crowdfunding.

## Premis[calcitació]
- 2014 Premio Clara Campoamor de Sevilla. PSOE d'Andalusia.
- 2014 XXI Premio Pasionaria
- 2014 XII Premio Colectivo 8 de Marzo
- 2014 Premio Aragón Dignidad. Patronato de la Fundación Aragonesista
- 2014 Premio Mulleres en Acción de la Mostra de Teatro de Cangas
- 2015 Premio "Mujeres en Unión" de la Unión de Actores y Actrices.
- 2015 Premio a la Igualdad d l Ayuntamiento de La Rinconada (Sevilla). Març de 2015
- 2015 Premio "Alcalde José Fernandín" concedit pel PSOE de Castrillón. Novembre de 2015